# Jean-Georges Collomb
Pour les articles homonymes, voir Collomb.
Jean-Georges Collomb (né le 30 avril 1816 à Granier, mort le 16 juillet 1848 sur l'île de Rook) est un missionnaire et évêque français, vicaire apostolique en Mélanésie. 

## Biographie
Docteur en théologie et en droit canon, il enseigne au séminaire de Moûtiers puis entre chez les Pères maristes. En 1845, il part alors sur l'Arche d'Alliance du capitaine Auguste Marceau pour devenir coadjuteur de l'évêque de Mélanésie-Micronésie (it) Jean-Baptiste Épalle mais apprend à Tahiti (janvier 1846) que celui-ci vient d'être tué par les indigènes des îles Salomon. 
Déposé à Makira le 11 février 1847, il repart rapidement pour Sydney et la Nouvelle-Zélande et s'y faire consacrer évêque. Il séjourne en Nouvelle-Calédonie et assiste en juillet 1847 à la destruction de la mission de Balade. Le 28 août, il est de retour aux îles Salomon. 
Recommandant l'évacuation de la mission après l'assassinat de trois missionnaires, les religieux quittent Port Sainte-Marie le 3 septembre et s'installent sur l'île Woodlark à l'est de la Nouvelle-Guinée où ils fondent une nouvelle mission. Collomb laisse deux missionnaires à Woodlark et gagne l'île de Rook en avril 1848 où les indigènes ne se montrent pas hostiles. Malheureusement, malade, il y meurt le 16 juillet 1848 à 32 ans.